# Al Berto
Alberto Raposo Pidwell Tavares, (Coímbra, 11 de enero de 1948 — Lisboa, 13 de junio de 1997), que adoptó el seudónimo de Al Berto, fue un poeta y editor portugués.
Nacido en Coímbra en el seno de una familia de la alta burguesía, era de origen inglés por parte de la abuela paterna. Al año se trasladó al Alentejo, a Sines, donde pasó toda su infancia y adolescencia hasta que la familia decidió enviarlo al establecimiento de enseñanza artística Escola António Arroio, en Lisboa. El 14 de abril de 1967 fue a estudiar pintura a Bélgica, a la École Nationale Supérieure d’Architecture et des Arts Visuels (La Cambre), en Bruselas. Tras concluir sus estudios, decide abandonar la pintura en 1971 y se dedica exclusivamente a la escritura. 
Regresa a Portugal el 17 de noviembre de 1974 y allí escribe su primer libro, completamente en lengua portuguesa, À Procura do Vento num Jardim d'Agosto («A la búsqueda del viento en un jardín de agosto»). O Medo («El miedo»), una antología de su trabajo poético de 1974 a 1986, fue editado por primera vez en 1987. Vino a convertirse en su obra más importante y en su testimonio artístico definitivo, siendo añadidos nuevo textos del autor en posteriores ediciones, incluso después de su muerte. Dejó también textos incompletos para una ópera, para un libro de fotografía sobre Portugal y una «falsa autobiografía», como la llamaba el mismo autor.
Murió de linfoma. 

## Obra

### Poesía
- 1977 - À Procura do Vento num Jardim d'Agosto
- 1980 - Meu Fruto de Morder, Todas as Horas.
- 1982 - Trabalhos do Olhar
- 1983 - O Último Habitante.
- 1984 - Salsugem.
- 1984 - A Seguir o Deserto.
- 1985 - Três Cartas da Memória das Índias
- 1985 - Uma Existência de Papel.
- 1987 - O Medo (Trabalho Poético 1974-1986).
- 1989 - O Livro dos Regressos.
- 1991 - A Secreta Vida das Imagens.
- 1991 - Canto do Amigo Morto.
- 1991 - O Medo (Trabalho Poético 1974-1990).
- 1995 - Luminoso Afogado.
- 1997 - Horto de Incêndio
- 1998 - O Medo.
- 2007 - Degredo no Sul

### Prosa
- 1988 - Lunário
- 1993 - O Anjo Mudo
- 2006 - Apresentação da Noite

## Premios
- 1988 - Premio Pen Club de Poesía por la obra O Medo.